# دیوید ویلکی وینفیلد
دیوید ویلکی وینفیلد (انگلیسی: David Wilkie Wynfield; ۱ ژانویهٔ ۱۸۳۷ – ۱ ژانویهٔ ۱۸۸۷) عکاس و نقاش اهل بریتانیا و از خویشاوندان دور دیوید ویلکی بود. او به سبکی با فوکوس کم‌عمق در عکاسی دست یافت که بر عکاسانی نظیر جولیا مارگارت کامرون تأثیر گذاشت.

## نگارخانه

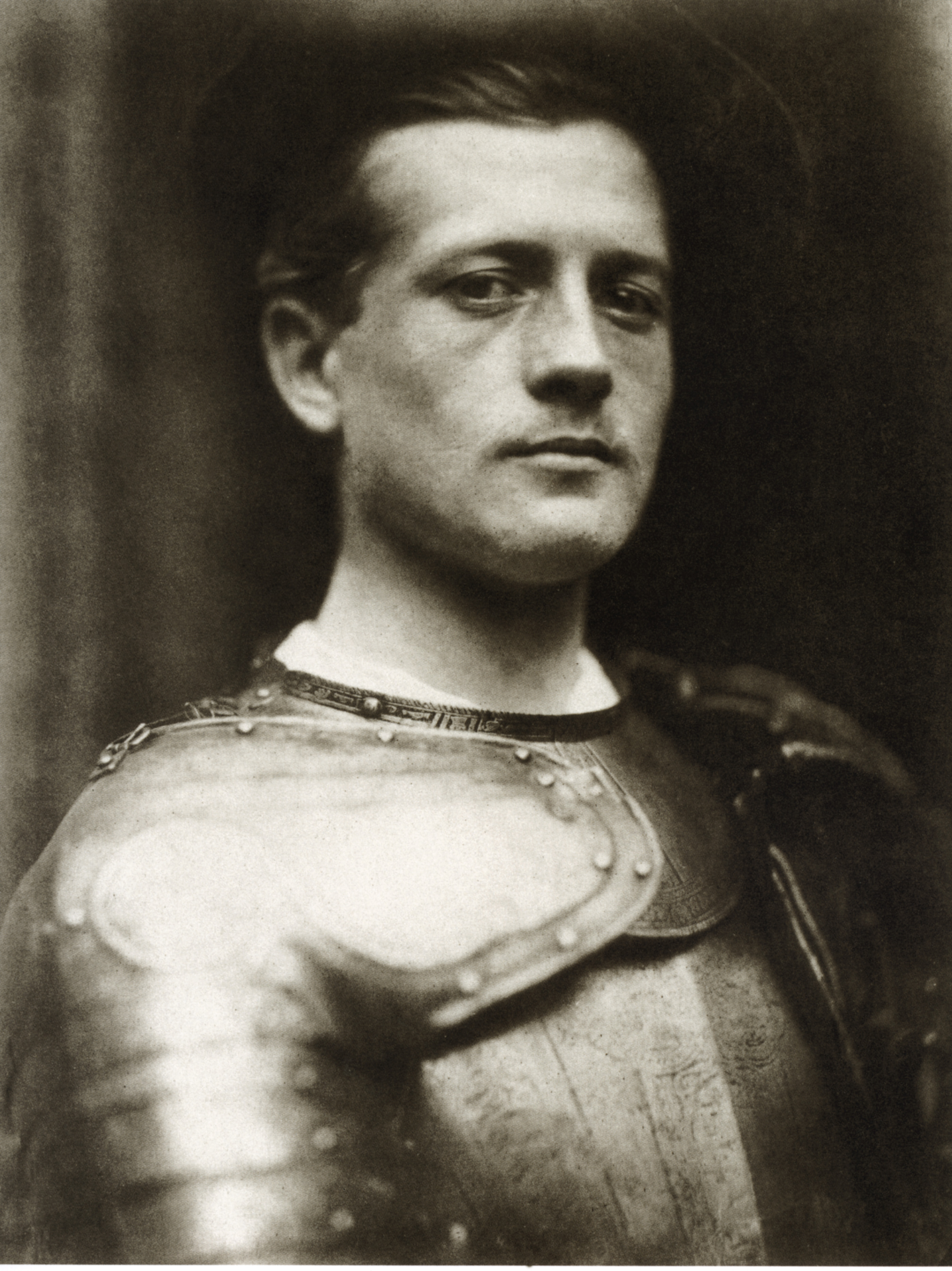
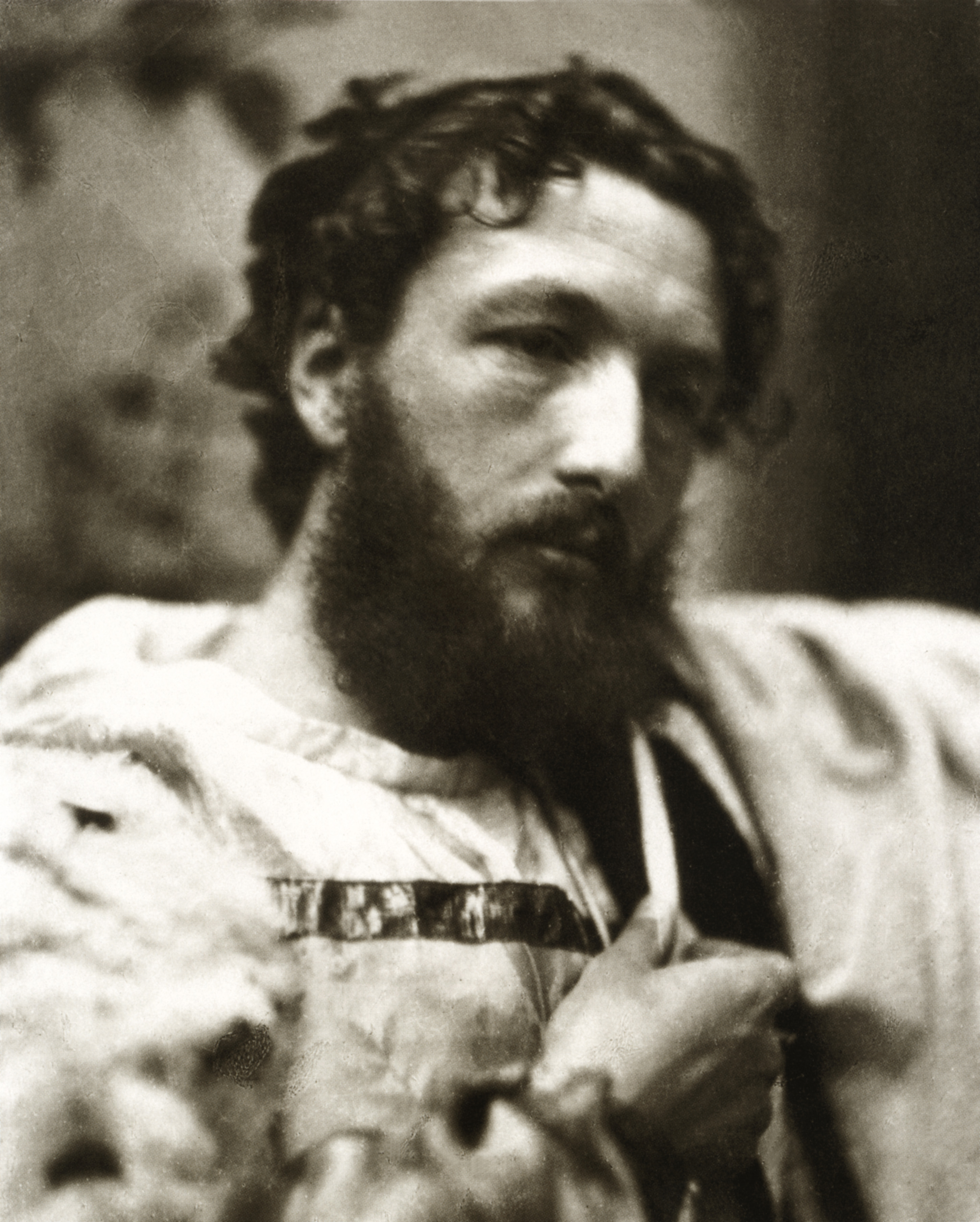
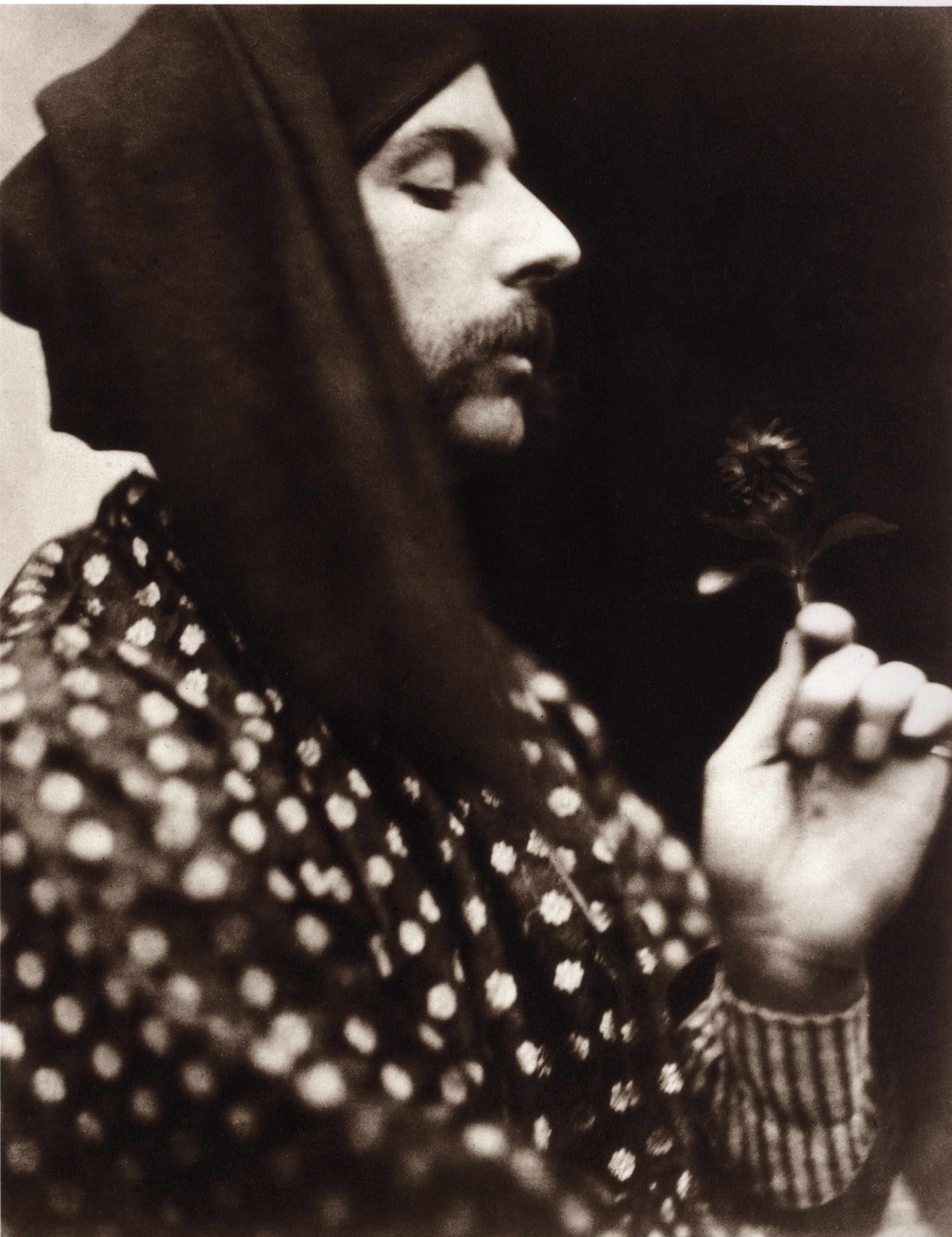
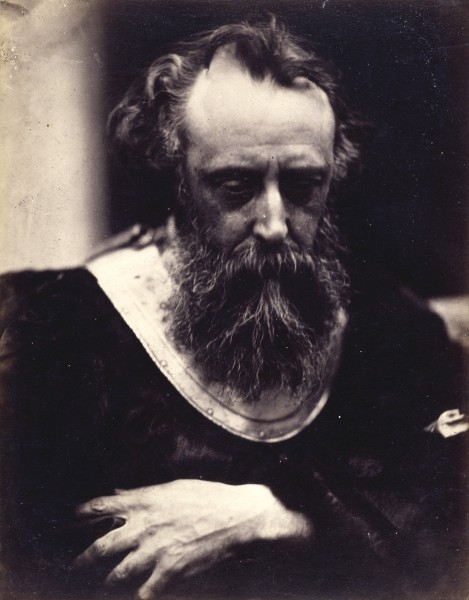
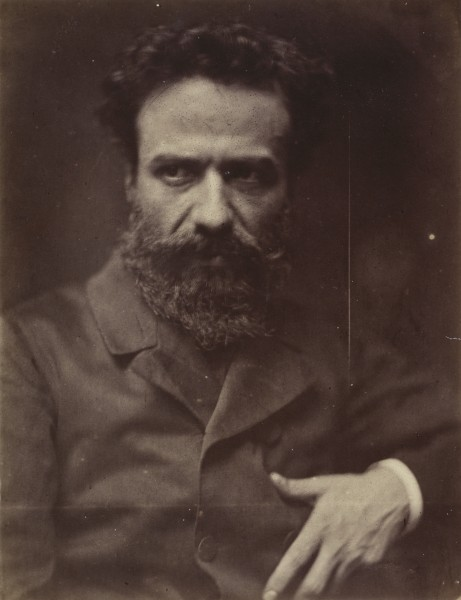
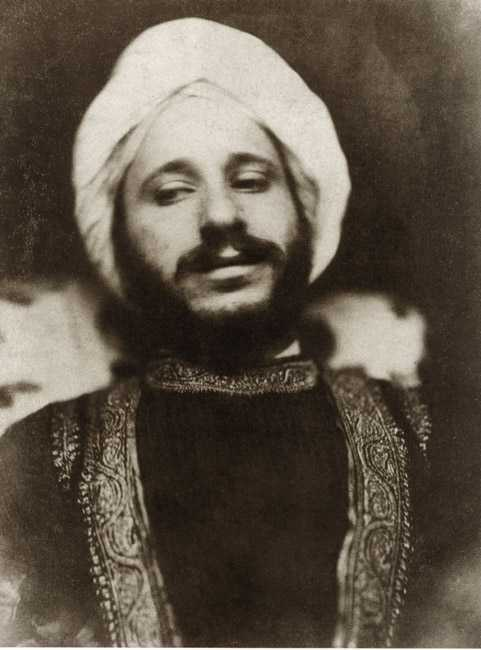
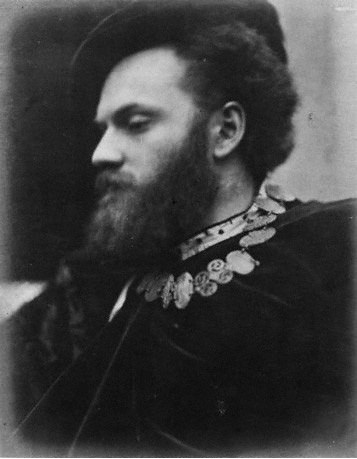